# فهد الخميس
فهد الخميس (مواليد 6 يوليو 1986) هو لاعب كرة قدم سعودي لاعب سابق في نادي الجيل .

## وصلات خارجية
- فهد الخميس على موقع Soccerway.com (الإنجليزية)